# دليل عارضات الأزياء
دليل عارضات الأزياء (بالإنجليزية: Fashion Model Directory)‏ (FMD) عبارة عن قاعدة بيانات على الإنترنت تحتوي على معلومات حول عارضات الأزياء ووكالات التصميم وتسميات الأزياء ومجلات الأزياء ومصممي الأزياء وافتتاحيات الموضة. وصفت FMD بأنها «IMDb لصناعة الأزياء» www.coco.fashion   باعتبارها واحدة من أكبر قواعد بيانات الموضة على الإنترنت. بدأت شركة FMD كمشروع غير متصل بالإنترنت في عام 1998 من قبل ستيوارت هوارد، وتم بثها مباشرة على شبكة الإنترنت في عام 2000 وتولت إدارتها مجموعة الوسائط البريطانية Fashion Fashion Group بعد ذلك بعامين.

## وصلات خارجية
- الموقع الرسمي